# Boswellia serrata

Boswellia serrata este o plantă din care se produce tămâia. Planta este nativă din mai multe zone ale Indiei, regiunii Punjab și Pakistanului.
Boswellia serrata Roxb., care este, de asemenea, cunoscută sub numele de tămâie indiană, în indiană dhup, salai sau salai guggul, poate fi găsită în India de Est.

## Uz medical
În medicina Ayurvedică tămâia indiană a fost folosită de sute de ani pentru tratarea artritei.

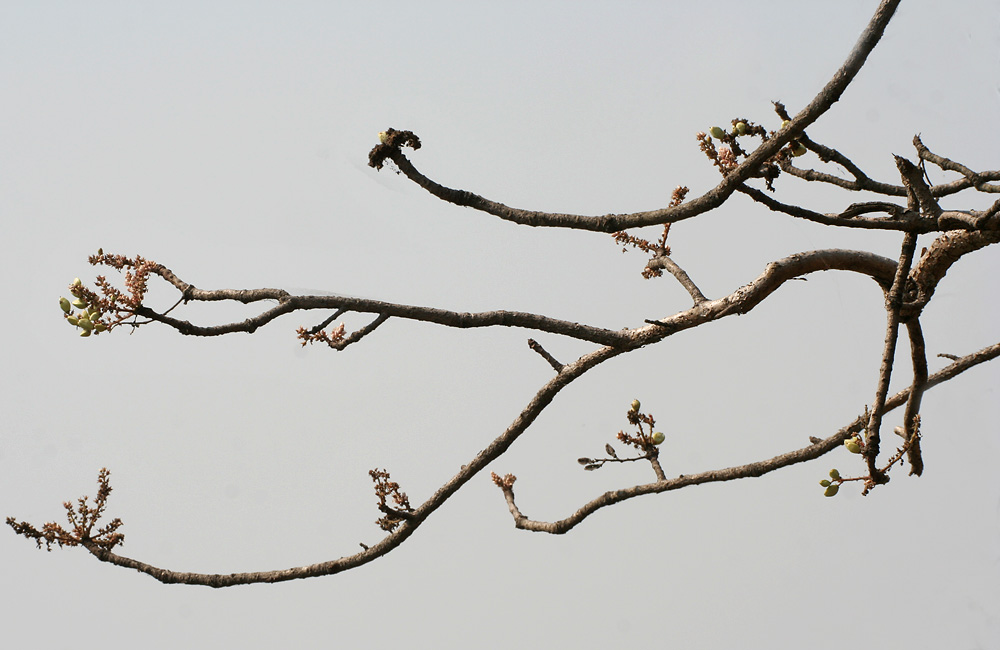
în Kinnerasani Wildlife Sanctuary, Andhra Pradesh, India.

Extracte de Boswellia serrata au fost studiate, din punct de vedere clinic,  pentru osteoartrită și funcții articulare, în special pentru osteoartrita de genunchi, iar cercetarea arată o ușoară scădere a durerii și a îmbunătățirii funcției, comparativ cu a efectului placebo. Efectele pozitive ale Boswellia au fost raportate și în unele boli inflamatorii cronice, inclusiv artrita reumatoidă, astmul bronșic, osteoartrita, colita ulcerativă și boala Crohn. Unii văd Boswellia serrata ca o alternativă promițătoare la AINS, fapt ce justifică investigații suplimentare în studiile farmacologice și clinice.[14]

### Aplicarea topică
Boswellia serrata a fost recent dezvoltată pentru uz topic într-o formulă în curs de patentare, formula Sano Gel Relief. Boswellia serrata este utilizat în fabricarea medicamentului anti-rid "Boswelox", care a fost criticat ca fiind ineficient.

### Elemente active
Boswellia serrata conține constituenți chimici, în principal β-acid boswellic, acetil-β-acid boswellic, 11-ceto-β-acid boswellic și acetil-11-ceto-β-acid boswellic.  Acetil-11-ceto-β-acid boswellic (AKBA) este cel mai puternic inhibitor al enzimei 5-lipoxygenase, enzimă care este responsabil pentru inflamații.